# Eva Siewert

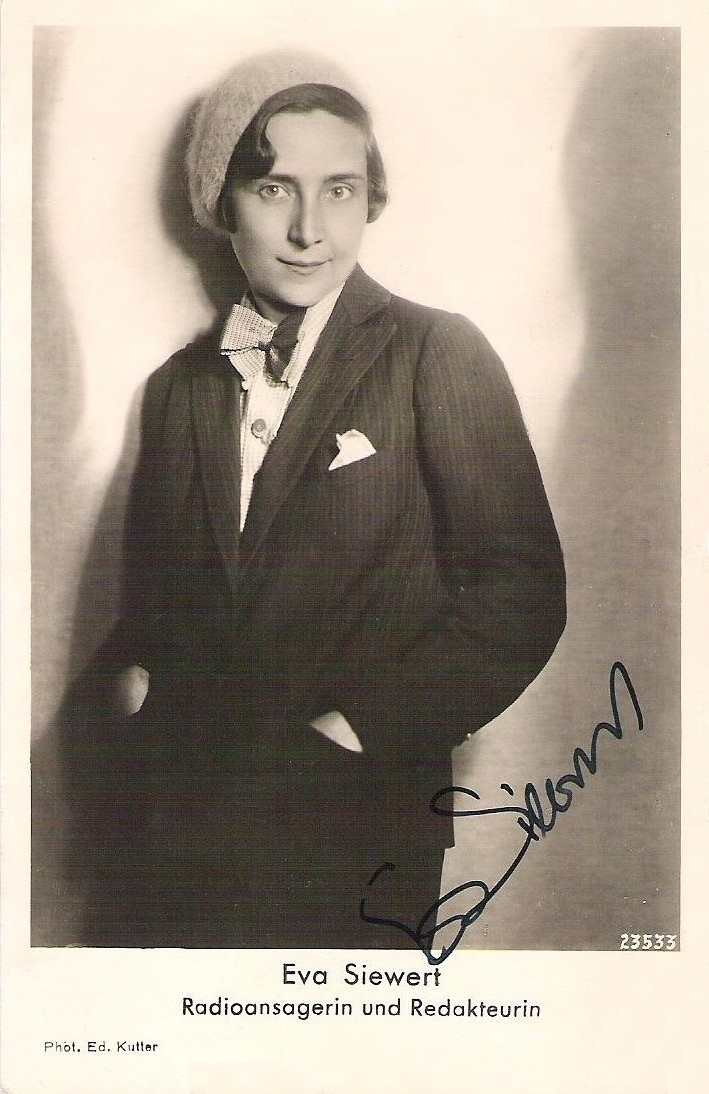
Eva Siewert, Autogrammkarte. Foto: Édouard Kutter o. J., Sammlung Raimund Wolfert

Eva Siewert (geb. am 11. Februar 1907 in Breslau, gest. vor dem 3. Dezember 1994 in Berlin) war eine deutsche Journalistin, Schriftstellerin, Radiosprecherin und Opernsängerin. Sie lebte und arbeitete überwiegend in Berlin.

## Leben und Wirken
Eva Siewert ist als Tochter eines Musikerehepaares in Breslau (heute Wrocław, Polen) geboren. Der Vater Hans Siewert (1872–1941), Sohn eines Chemie-Professors an der Universität in Córdoba (Argentinien), war Kammersänger. Er wurde bereits 1932 Mitglied der NSDAP. Die Mutter Frida Siewert (geb. Michels, 1880–1953) war Opern- und Konzertsängerin – und Jüdin, weshalb ihrer Tochter später der Status eines „Mischlings ersten Grades“ zufiel. Die Ehe der Eltern wurde 1911 in Hamburg geschieden.
Eva Siewert wohnte größtenteils bei ihrer Mutter in Berlin, wurde aber von Gouvernanten erzogen. Sie besuchte bis 1923 das Hohenzollern-Lyzeum in Berlin-Wilmersdorf, das sie mit der Obersekundareife abschloss. Den Schulbesuch unterbrach sie lediglich um 1915 für etwa anderthalb Jahre. Wie Siewert später mitteilte, war sie im Alter von acht Jahren von ihrer Mutter zu ihrem Vater geflohen, der als großherzoglich badischer Kammersänger in Karlsruhe angestellt war. Erst durch eine gerichtliche Anordnung wurde sie zur Rückkehr nach Berlin gezwungen. Offenbar war das Verhältnis zwischen Tochter und Mutter schon in frühen Jahren nicht sehr gut. 1948 schrieb Siewert über ihre Mutter: „Wir haben ausser der Musik wenig Gemeinsames.“

## Frühe Karriere
Nach 1923 studierte Eva Siewert Musik – zunächst bei ihrer Mutter, dann an der Staatlichen Hochschule für Musik in Berlin. Hier besuchte sie unter anderem die Opernklasse von Franz Ludwig Hörth, dem Chefregisseur der Staatsoper Unter den Linden. Musiktheorie lernte sie bei dem Komponisten Heinz Tiessen. Ab 1928 verbrachte Siewert ein Bühnenjahr als Koloratursopranistin am Landestheater Oldenburg, musste diese Tätigkeit jedoch infolge Krankheit wieder aufgeben. Asthmatische Beschwerden machten ihr öffentliche Auftritte als Sängerin unmöglich.
In der Folge betätigte sich Siewert ab 1929 vorwiegend journalistisch. Sie war 1928 Mitglied der SPD (Ortsgruppe Berlin-Halensee) geworden, engagierte sich aber allenfalls bis 1930 parteipolitisch. Offenbar war sie in dieser Zeit von akuter Arbeitslosigkeit bedroht und litt unter einer unsicheren Berufssituation. Über das persönliche Umfeld Siewerts im Berlin der 1920er Jahre ist heute nichts bekannt. Nur in einem Brief an den Publizisten Kurt Hiller (1885–1972) erwähnte sie 1957 einmal, dass sie seit Kindertagen mit der Familie George Grosz befreundet gewesen sei.
Siewert zog 1930 nach Teheran, wo sie für eine deutsche Ex- und Importfirma tätig wurde. Der Auslandsaufenthalt bescherte ihr gute Fremdsprachenkenntnisse, und als Siewert ein Jahr später nach Deutschland zurückkehrte, hielt sie erste Radiovorträge über ihre Reiseerlebnisse. Da sie dabei mit ihrer Stimme beeindruckte, wurde sie 1932 durch den Internationalen Radiodienst Berlin für den Posten einer deutschsprachigen Ansagerin bei Radio Luxemburg vorgeschlagen. Vom 1. Juli 1932 bis zum 31. März 1938 hatte sie eine gut dotierte Stelle als Chefredakteurin und dreisprachige Chefsprecherin des Senders inne (Deutsch, Englisch, Französisch).
Über ihre Arbeit für Radio Luxemburg schrieb Siewert später: „Ich habe in der Zeit meiner dortigen Tätigkeit in fast allen Ressorts des Senders Einfluss genommen und war sowohl mit Programmzusammenstellungen wie musikalischen Einstudierungen, [dem] Aufbau des Schallplattenarchivs, der Bibliothek, Karteien, wie mit den Nachrichtendiensten, Übersetzungen, Verfassen von Vorträgen über alle Arten von Themen wie auch mit dem durchgehenden Ansagedienst in drei Sprachen beschäftigt. Der Sender hatte eine stark antifaschistische Tendenz.“ Nach eigenen Angaben wurde Siewert in der Öffentlichkeit als „Stimme Radio Luxemburgs“ wahrgenommen, und in Deutschland sei sie wegen ihrer Auslandstätigkeit und vermeintlicher „Propaganda“ gegen den Nationalsozialismus in den Verdacht der „Feindverbindung“ geraten.

## Verfolgung in der Zeit des Nationalsozialismus
Aus Angst vor der drohenden Kriegsgefahr entschied sich Eva Siewert 1938, nach Teheran zurückzukehren. Doch war sie zunächst gezwungen, erneut nach Berlin zu fahren, um sich ein Visum ausstellen zu lassen. Dieses wurde ihr aber aufgrund ihrer journalistischen Arbeiten verweigert, so dass sie fortan in Deutschland „gefangen“ war. Da Siewert in der Diktion der Nazis als Halbjüdin galt, erhielt sie Berufsverbot in Rundfunk und Presse und musste sich in der Folgezeit mit weniger gut dotierten Stellungen als Schreibkraft und Übersetzerin begnügen. Ihre spätere Freundin Alice Carlé (1902–1943) lernte sie vermutlich bei einer dieser Tätigkeiten kennen.
Im Mai 1941 wurde Siewert zum ersten Mal verhaftet und in Schutzhaft genommen. Anlass waren belastende Briefe, die während einer Haussuchung bei Kläre Beier, einer Freundin in Bielefeld, gefunden worden waren. In ihnen hatte Siewert antifaschistische Witze wiedergegeben, die sie im Bekanntenkreis gehört hatte. Wenige Monate später wurde sie wegen Vergehens gegen das Heimtückegesetz zu einer Geldstrafe verurteilt. Nachdem sie noch im selben Jahr eine neue Stellung im Deutschen Rechtsverlag angetreten hatte, kam es zu einem Zwischenfall, der nicht nur ihre umgehende Entlassung, sondern auch eine Haftstrafe zur Folge hatte: Siewert wurde von zwei Arbeitskolleginnen denunziert, sie betreibe „Wehrkraftzersetzung“. Wieder ging es um Witze, die Siewert erzählt hatte. Anfang September 1942 wurde sie deshalb erneut nach dem „Heimtückegesetz“ verurteilt – diesmal zu neun Monaten Gefängnis.
Im Urteil vom 4. September 1942 hieß es herablassend: „Das äußere Erscheinungsbild der Angeklagten ist überwiegend jüdisch.“ Auch wurde hier festgehalten, die Beziehung Siewerts zu einer der beiden sie belastenden Arbeitskolleginnen habe „einen erotischen Einschlag“ gehabt. Seit Sommer 1941 sei aber eine gewisse Entfremdung in dem Verhältnis eingetreten. Die Andeutungen über eine mögliche gleichgeschlechtliche Beziehung zwischen den beiden Frauen gereichten Siewert allem Anschein nach nicht zum Nachteil, vielmehr wurde die Zeugin als nicht sehr glaubhaft eingestuft. Überhaupt gab sich das Gericht überzeugt, die Frau habe wiederholt unzutreffende Aussagen gemacht. Doch für eine Entlastung Siewerts reichten die Modifizierungen nicht.
Siewert verbüßte ihre Gefängnisstrafe vom 1. März bis zum 1. Dezember 1943 im Berliner Frauengefängnis in der Barnimstraße 10, unweit des Alexanderplatzes. Nach einer amtsärztlichen Untersuchung wurde sie wegen ihrer bereits angegriffenen Gesundheit von Arbeitskommandos außerhalb Berlins freigestellt, sie wurde jedoch zu „leichteren“ Arbeiten wie zur Kabelprüfung für AEG und das sogenannte Aschinger-Kommando abbestellt. Bei diesem handelte es sich um einen Arbeitseinsatz in der Brotfabrik Aschinger an der Ecke Prenzlauer Allee/Saarbrücker Straße, bei dem die Häftlinge zum Gemüseputzen, zur Herstellung von Konserven und ähnlichen Tätigkeiten eingesetzt wurden. Als Siewert das Gefängnis verlassen konnte, war sie ein gesundheitlich gebrochener Mensch. Bis zum Ende des Zweiten Weltkriegs war sie nach eigenen Arbeiten vorrangig mit illegaler Arbeit beschäftigt, weil sie wegen ihrer politischen Vorstrafen für keine Firma länger als drei Monate „tragbar“ war.

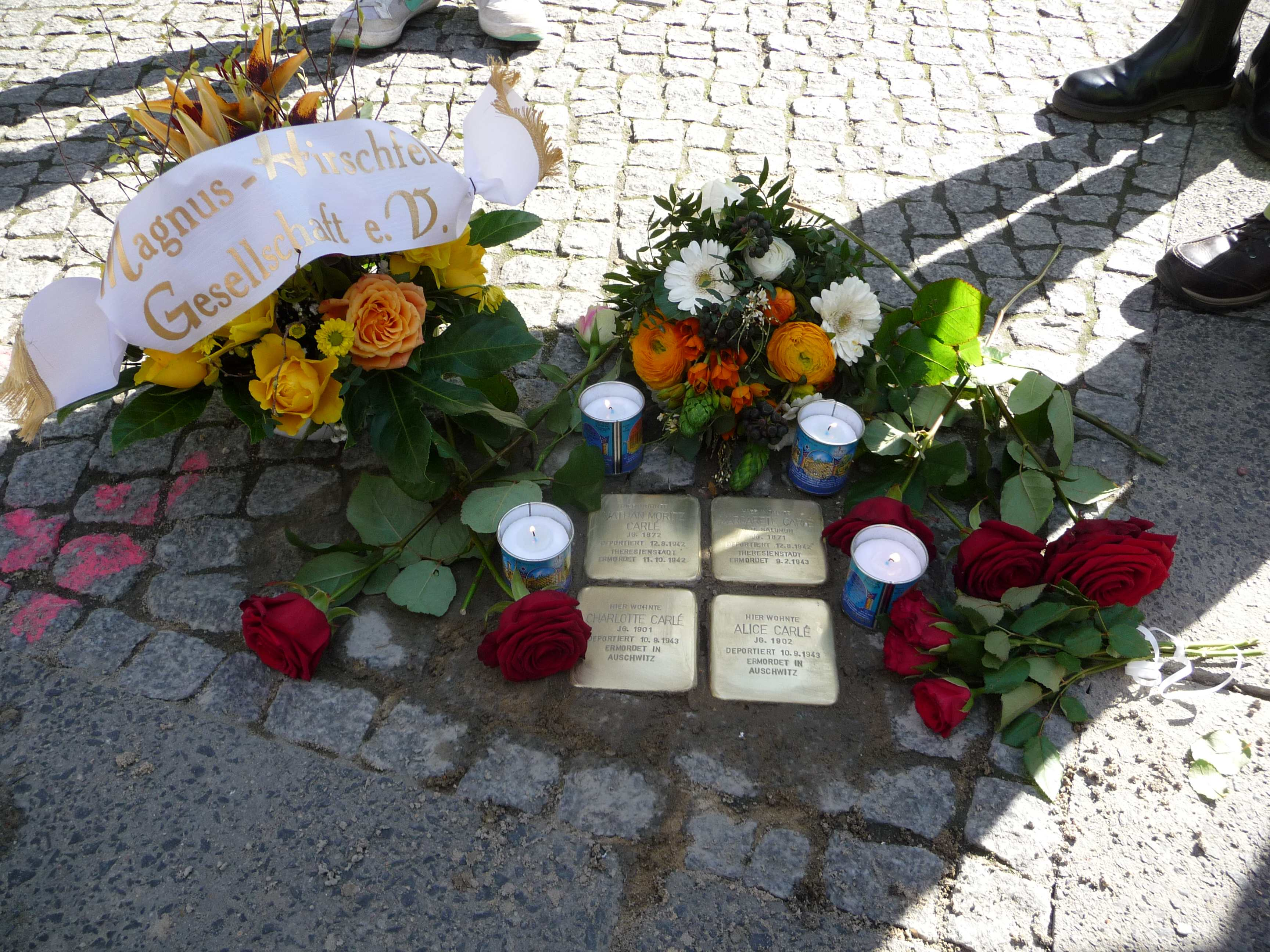
Stolpersteine für die Familie Carlé in Berlin, Foto: Raimund Wolfert 2017

Die Inhaftierung Siewerts hatte aber nicht nur für sie selbst fatale Folgen, sondern auch für ihre Freundin Alice Carlé. Carlé hatte vor 1943 mehrfach in der Wohnung Siewerts übernachtet, da sie sich dort sicher fühlte. Doch während Siewert im Gefängnis einsaß, war sie angesichts der nationalsozialistischen Nachstellungen einer zentralen Schutzmöglichkeit beraubt. Alice Carlé wurde am 27. August 1943 zusammen mit ihrer Schwester Charlotte Carlé (1901–1943) von der Gestapo verhaftet und wenig später nach Auschwitz deportiert. Hier wurden beide Schwestern noch im selben Jahr ermordet.

## Nachkriegszeit
Spätestens seit ihrer Inhaftierung 1943 litt Siewert unter schweren Kreislaufstörungen, die sich 1949 zu einem Herzinfarkt steigerten und ständige ärztliche Betreuung nötig machten. Insbesondere während der neun Monate, die sie im Frauengefängnis Barnimstraße verbrachte, verschlechterte sich ihr Gesundheitszustand zusehends. Bei einem Unfall zog sie sich eine Gehirnerschütterung zu, und fortan litt sie unter wiederkehrenden Schwindelanfällen mit Übelkeit. In Folge von Zysten am Trommelfell erlitt sie einen zeitweisen Gehörverlust. Eva Siewert selbst gibt ihre gesundheitlichen Beschwerden als „deutliche Quittung auf das unerträgliche Leben unter Deutschen“ an.
Überhaupt war Deutschland für sie ein „quälendes Land“, und selbst das sogenannte Wirtschaftswunder sah sie mit Skepsis, zumal Nachbarn ihr anonyme Zettel mit der Aufschrift „Es lebe Deutschland!“ an die Tür klebten. Etliche ihrer Landsleute erachtete Siewert als „unbelehrbar“, und im Briefwechsel mit Hiller klagte sie fatalistisch: „Es hat keinen Sinn mehr, dieses irre Schiff mit feindseliger Mannschaft als Einsichtiger zu steuern oder das zu versuchen, umweht von den Schatten der teuren Toten“ bzw. „Man sollte zugrunde gehen lassen, was es nicht anders verdient hat und noch heute nicht anders will.“ Zynisch fragte sie, warum gerade dieses „Volk“ zu dem Ruf kam, aus Dichtern und Denkern zu bestehen. Sich selbst bezeichnete Siewert dabei humoristisch als „Allroundmeckerer“.
Es sollte Siewert nach 1945 nie wieder gelingen, an ihre beruflichen Erfolge vor 1938 anzuknüpfen. Vom Hauptausschuss Opfer des Faschismus wurde sie als politisch Verfolgte anerkannt und erhielt aufgrund ihrer Gesundheitsschäden einen sogenannten Schwerbeschädigtenausweis. Ihre geringe monatliche Rente besserte sie durch freiberufliche journalistische Tätigkeiten auf. So schrieb sie unter anderem für Die Weltbühne, Der Sozialdemokrat, Der Spiegel, den Telegraf und Die Andere Zeitung. Bis heute haben sich allerdings nur ein paar dutzend Veröffentlichungen Siewerts ermitteln lassen. Eine umfassende Bibliographie zu ihrem Werk ist nach wie vor desiderat. Offenbar gingen Eva Siewerts Essays, Feuilletons, Kritiken und Polemiken weitgehend im Tagesgeschäft unter. In der Geschichte des deutschsprachigen Journalismus hat die Autorin nur verstreute Spuren hinterlassen.

## Werk als Schriftstellerin
Siewert hat ihre Beziehung zu Alice Carlé, ihre eigene Denunziation und anschließende Inhaftierung sowie die Deportation Carlés in der eindringlichen autobiografischen Erzählung Das Orakel thematisiert. Sie spricht hier zwar nicht explizit von Liebe, deutlich wird aber, dass die ‚Freundschaft' zwischen der Ich-Erzählerin und „Alice“ (ein Nachname wird nicht genannt) sehr eng war. Verzweifelt hatten die beiden Frauen über Jahre hinweg gemeinsam die Auswanderung aus Deutschland geplant, bis die Erzählerin eines Tages inhaftiert wurde. Siewerts berührende Erzählung Das Boot Pan handelt hingegen von den Gefühlen der Fremdheit und des Alleinseins, die den (diesmal) männlichen Ich-Erzähler heimsuchten, als er sich in einem Bootsschuppen in der Nähe Berlins mit der Vergangenheit und mit dem schmerzhaften Verlust zweier Freundinnen konfrontierte, „von deren Tod man nichts Genaues wußte.“ Die Mädchen „hatten kein Grab“, heißt es hier. Auch wenn der Nationalsozialismus, Auschwitz und die Shoah nicht erwähnt werden, wird ersichtlich, dass die zwei Freundinnen nach dem Vorbild der Schwestern Carlé gezeichnet waren.
Mit ihren größeren Schriften war Siewert wohl überwiegend erfolglos. Das Buch, das sie über ihren Gefängnisaufenthalt in der Barnimstraße 10 geschrieben hatte, ist nie erschienen. Auch ein umfangreiches Buchmanuskript über die lesbische Liebe ist nie veröffentlicht worden. in Briefen zwischen Eva Siewert und Kurt Hiller um 1950 wurde kein Arbeitstitel genannt, doch heißt es hier wiederholt, das Buch behandele die „Gynäkophilie der Frau“.
Erfreulicher war die Aufnahme der Komödie Wie verhält sich Potiphar?, die im Dezember 1949 unter Beisein der Autorin in Baden-Baden ihre Uraufführung erlebte. Siewert fand die Aufführung durch den Intendanten Hannes Tannert (1900–1976) „hervorragend in jeder Hinsicht“ und „erstklassig“. Auch freute sie sich über das „recht gute“ Echo, das die Komödie trotz ihrer philosemitischen Tendenz gefunden habe. Finanziell zahlte sich die Arbeit für Siewert nicht aus, die Uraufführung fand kein Nachspieltheater. Siewerts zweite Komödie Am Mittwoch um fünf (1955) wurde zwar sofort vom Bühnenvertrieb des S. Fischer-Verlages angenommen, aber offenbar nie aufgeführt.
Belegt ist ferner, dass Siewert nach 1945 auch wieder Beiträge für das Radio verfasst hat. So wiederholte der Berliner Sender RIAS zum „Tag der Brüderlichkeit“ am 19. März 1957 eine Radiofassung der von Siewert geschriebenen Erzählung Wächter an der Strecke. Am 12. Juli 1970 brachte der Bayerische Rundfunk ein Feature Siewerts unter dem Titel Japan, Tatamis und weiße Wasserfälle.

## Briefwechsel mit Kurt Hiller
Insbesondere bis Anfang 1950 war der Briefwechsel zwischen dem Publizisten Kurt Hiller und Eva Siewert recht eng, erst dann trat ein mehrjähriger Zeitraum des Schweigens ein, der dadurch hervorgerufen wurde, dass Hiller sich ablehnend über Siewerts Manuskript zur weiblichen Homosexualität geäußert hatte. Ursprünglich hatte Siewert gebeten, Hiller möge ein Vorwort für ihr geplantes Buch schreiben. Im Frühjahr 1958 brach der Briefkontakt zwischen Siewert und Hiller unvermittelt ab. Offenbar hatten sich die beiden trotz gegenteiliger Bekundungen im Lauf der Jahre voneinander entfremdet.
Zum Tragen dürften dabei ihre politischen Einstellungen gekommen sein. Noch im Sommer 1947 hatte sich Siewert begeistert Hillers Freiheitsbund Deutscher Sozialisten (FDS) angeschlossen und stellte für die Treffen der Berliner Gruppe bereitwillig ein Zimmer ihrer geräumigen Wohnung zur Verfügung. Siewert setzte auf die Gestaltung der Vereinigung „als einer lebendigen Partei-Opposition zur SPD“, entzweite sich aber bald mit einzelnen, kommunistisch eingestellten Mitgliedern des FDS, die sich nicht nachdrücklich genug von der SED distanzierten.
Als Hiller um 1956 versuchte, Siewert als Mitglied seines Neusozialistischen Bundes zu gewinnen, reagierte diese zwar wohlwollend, zeigte sich aufgrund ihrer eigenen gesundheitlichen Beschwerden aber skeptisch gegenüber einer aktiven Mitarbeit. Auch wollte sie nun bei aller Kritik an der SPD jegliche Schwächung des linken Flügels vermeiden. Es galt in ihren Augen, der Adenauer-Regierung nicht in die Hände zu spielen. Hiller, der stets eine Tendenz hatte, „Gefolgsleute“ um sich zu scharen und keine gleichberechtigten Partner, reagierte mit Vorhaltungen, gegen die sich Siewert jedoch verwahrte.
In einem Brief an Hiller sprach sie jedem, „der in den 12 Jahren nach Ende des zweiten Weltkriegs seinen ständigen Wohnsitz nicht in Berlin hatte und dort nicht in der Öffentlichkeit (in mehr oder weniger auffälligem Maße) tätig war“, das Recht ab, an ihrer „Zurückhaltung von irgendwelchen politischen Parteien, Gruppen oder Manifestationen“ Kritik zu üben. Zynisch fragte sie, ob Hiller es wirklich für sinnvoll halte, „kleine Fähnlein der sieben Aufrechten (viel mehr werden es wohl kaum sein) gegen Lawinen ins Feld zu rammen“. Solchen Widerspruch war Hiller von Siewert nicht gewohnt.

## Die letzten Lebensjahre
Über die Lebensumstände Eva Siewerts ab etwa Mitte der 1950er Jahre ist kaum etwas bekannt. Vermutlich lebte Siewert in den folgenden Jahrzehnten eher zurückgezogen und in bescheidenen Verhältnissen. Mehrmals träumte sie von einem Leben im Ausland. So beabsichtigte sie 1958, nach Portugal auszuwandern – offenbar erfolglos. Als ihre geistige Heimat betrachtete sie Frankreich, doch konnte sie sich eine Übersiedlung in das Nachbarland nicht leisten. Am 3. Dezember 1994 wurde Siewert in ihrer Wohnung am Berliner Südwestkorso 33 (Wilmersdorf), in der sie seit 1977 wohnte, tot aufgefunden. Sie wurde auf dem Friedhof in der Steglitzer Bergstraße beigesetzt. Die Grabstelle wurde jedoch nach Ablauf der gesetzlichen Ruhezeit 2016 aufgelassen.

## Rezeption
Die Wiederentdeckung Siewerts erfolgte im Zuge von Veröffentlichungen des Historikers Raimund Wolfert, der sich um 2015 verstärkt der Personengalerie der zweiten deutschen Homosexuellenbewegung (1950er Jahre) zuwandte und dabei auf den Namen Eva Siewerts stieß. Das Leben und das Werk Siewerts beschäftigte 2018 ein vierköpfiges Projektteam in Berlin, ausgehend von der Magnus-Hirschfeld-Gesellschaft. Die Kabarettistin Sigrid Grajek, die Malerin Martina Minette Dreier und die Journalistin Christine Olderdissen haben in Zusammenarbeit mit Wolfert einen „digitalen Gedenkraum“ eingerichtet, der im Januar 2019 fertiggestellt wurde. Die Seite ist ein sogenanntes Scrollytelling-Projekt, eine multimediale Seite, die neben Texten auch zahlreiche Fotos und Hörbeiträge enthält. Das Projekt wurde finanziell gefördert von der Berliner Landesstelle für Gleichbehandlung gegen Diskriminierung (LADS).

## Zitate
„Es hat keinen Sinn mehr, dieses irre Schiff mit feindseliger Mannschaft als Einsichtiger zu steuern oder das zu versuchen, umweht von den Schatten der teuren Toten.“

„Die besten Arbeiten ertranken im Konkurs netter Verlage.“

## Werke

### Theaterstücke
- 1949 Wie verhält sich Potiphar? Komödie in drei Akten. Drei Fichten Verlag, 65 S.
- 1955 Am Mittwoch um fünf. Komödie in vier Episoden und einem Vor- und Nachspiel. Fischer, Frankfurt am Main, 75 S.

### Bücher
- vor 1946 Barnimstraße 10. Unveröffentlichtes, verschollenes Buchmanuskript.
- vor 1950 Buchprojekt über die Gynäkophilie der Frau. Unveröffentlichtes, verschollenes Buchmanuskript.

### Artikel und Erzählungen (Auswahl)
- 1946 Das Orakel. In: Der Weg. Zeitschrift für Fragen des Judentums (Jg. 1), Nr. 37 (8. September 1946), S. 5.
- 1946 Aus dem Buch „Barnimstraße 10“. Zwei Novembernächte, die Berlin in Trümmer legten. In: Die Weltbühne, 15. November 1946, Jg. 1, Nr. 10, S. 315–316.
- 1947 Die beiden Gesichter. Zur Erinnerung an den 10. November 1938. In: Frankfurter Rundschau, 11. November 1947, S. 2.
- 1948 Das Boot Pan. Ein Blatt. In: Die Erzählung. Zeitschrift für Freunde guter Literatur (Jg. 2), Nr. 6 (Juni), S. 21–22.
- 1956 Wächter an der Strecke. Protokoll des Sondergerichts Breslau vom 10.X.43. In: Die Andere Zeitung, 1956, Nr. 45, S. 15.
- 1957 Plädoyer für die Story. In: Die Andere Zeitung, 14. Februar 1957,  Nr. 7, S. 11.